# NGC 6603
NGC 6603 (również OCL 36 lub ESO 590-SC17) – gromada otwarta znajdująca się w gwiazdozbiorze Strzelca. Odkrył ją John Herschel 15 lipca 1830 roku. Jest położona w odległości ok. 11,7 tys. lat świetlnych od Słońca.